# Universiteit van Genua
De Universiteit van Genua (Italiaans:Università degli Studi di Genova) is een van de oudste universiteiten in Italië. De universiteit ligt in Genua in Ligurië en telt ongeveer 40.000 studenten alsmede een 1800 tellend onderwijs- en onderzoekscorpus. De instelling werd met een bul in 1471 door Paus Sixtus IV opgericht, maar kon toen al op een onderwijstraditie bogen, die terugreikt tot in de 13e eeuw.
De universiteit is verstrooid over de stad, maar ook vertegenwoordigd met regionale campussen in Savona, Imperia, Santa Margherita Ligure, Ventimiglia en La Spezia.

## Geschiedenis
In de loop van de 13e eeuw werd in Genua theologie, rechten, medicijnen en kunsten (artes) gedoceerd. Paus Sixtus IV richtte in 1471 officieel een theologie-college op, wat als de stichtingsdatum van de moderne Genuese universiteit geldt. In 1481 volgde een medicijnen-college.
De Republiek Genua besloot in 1569 dat het onderwijs van de universiteit moest fuseren met het door de Jezuïeten georganiseerde onderwijs in de stad. Deze bouwden onder meer het gebouw aan de Via Balbi 5, ontworpen door Bartolomeo Bianco, dat sinds 1640 het centrale universiteitsgebouw is.
Na het verbod op de Jezuïeten in 1773 werd het onderwijs gestructureerd in hoger en lager onderwijs. Niet lang hierna, met de inlijving van de Republiek Genua in het Eerste Franse Keizerrijk, werd de universiteit geaffilieerd met de Keizerlijke Universiteit in Parijs; verschillende faculteiten (rechten, medicijnen, natuur- en wiskunde, chemie, handelswetenschappen en taal en literatuur) werden gesticht. Het Congres van Wenen bepaalde in 1815 dat Genua als republiek niet gerestaureerd zou worden, maar aan het Koninkrijk Sardinië zou komen. Hier genoot de universiteit gelijke status als de universiteit van Turijn. Aan het begin van de 19e eeuw leidde het propageren van het Risorgimento door studenten en professoren van de universiteit tot regelmatige sluitingen.
In 1862 en 1885 verkreeg de Genuese onderwijsinstelling haar erkenning als moderne universiteit, definitief bevestigd met in 1923. In 1870 werden de twee eerste technische hoger-onderwijsinstellingen opgericht, de koninklijke zeevaartschool en de koninklijke school voor economische studies, beiden in 1936 opgenomen in de koninklijke universiteit van Genua als volwaardige faculteiten.

## Organisatie
Aan het hoofd van de universiteit staat een rector. De universiteit telt elf faculteiten:
- Architectuur
- Kunsten en Filosofie
- Economische wetenschappen
- Onderwijswetenschappen
- Technische wetenschappen (engineering)
- Vreemde talen en literatuur
- Rechten
- Wis-, natuur- en scheikunde
- Medicijnen en chirurgie
- Farmacologie
- Politieke wetenschappen